# Phallotorynus
 Phallotorynus és un gènere de peixos de la família dels pecílids i de l'ordre dels ciprinodontiformes.

## Taxonomia
- Phallotorynus dispilos (Lucinda, Rosa & Reis, 2005)
- Phallotorynus fasciolatus (Henn, 1916)
- Phallotorynus jucundus (Ihering, 1930)
- Phallotorynus pankalos (Lucinda, Rosa & Reis, 2005)
- Phallotorynus psittakos (Lucinda, Rosa & Reis, 2005)
- Phallotorynus victoriae (Oliveros, 1983)[2][3][4][5][6]